# Marcello Empirico
Marcello Empirico (in latino Marcellus Empiricus; fl. fine IV-inizio V secolo) è stato uno scrittore e medico romano, autore latino di opere mediche, originario della Gallia.
Anche noto come Marcello di Bordeaux (in latino Marcellus Burdigalensis), è identificato con il magister officiorum che visse sotto il regno di Teodosio I.
Il suo unico lavoro sopravvissuto è il De medicamentis, un compendio di preparati farmacologici derivati dalle opere di molti scrittori medici e scientifici, oltre che dalla medicina popolare e dalla magia. Poco studiato, è importante per lo studio linguistico della lingua gallica e del latino volgare.

## Biografia
Poco si conosce della vita di Marcello, per la quale le fonti principali sono:
- la prefazione del suo libro, il De medicamentis;
- le leggi contenute nel Codice teodosiano e che si riferiscono probabilmente a lui;
- una lettera composta nel 399 da Quinto Aurelio Simmaco e indirizzata ad un Marcello, probabilmente l'autore medico;
- una lettera composta dal retore antiocheno Libanio che menziona un Marcello;
- un'iscrizione a Narbona;
- un aneddoto tramandato da Paolo Orosio riguardo ad un funzionario gallico senza nome.

L'origine gallica di Marcello è raramente messa in discussione, e tradizionalmente è stato identificato con il toponimo Burdigalensis, "che viene da Burdigala" (nome latino di Bordeaux), nella provincia romana dell'Aquitania. Nella sua lettera di prefazione, Marcello parla di tre prefetti del pretorio come suoi conterranei: Siburio, Eutropio e Giulio Ausonio, il padre del poeta Decimo Magno Ausonio. Talvolta si ipotizza che venisse da Narbona piuttosto che da Bordeaux; si è anche proposto che fosse un senatore spagnolo sulla base di un riferimento di Simmaco ad una sua proprietà in Spagna, ma Marcello lasciò la Spagna per tornare in avitis penatibus, "tra i Penati dei suoi antenati", vale a dire nella terra dei suoi antenati, distinta dalla Spagna e fu probabilmente in questa occasione che compose il De medicamentis.
L'autore del De medicamentis fu probabilmente il Marcello che fu nominato magister officiorum da Teodosio I. L'apertura della lettera di prefazione lo identifica come Vir illustris ("uomo distinto"), il titolo conferito a chi aveva raggiunto il rango di un importante funzionario dell'amministrazione imperiale. Nel XVI Janus Cornarius, curatore dell'opera di Marcello, riferisce la qualifica "ex magno officio", "da un'alta carica", ma, considerati due riferimenti del Codice teodosiano ad un Marcello magister officiorum, il riferimento di Cornarius è stato considerato un errore nell'interpretazione dell'abbreviazione mag. off. Il magister officiorum era una sorta di Ministro dell'interno e l'identificazione è consistente con quanto noto della vita dell'autore e della politica dell'epoca.
La sua conoscenza con gli Ausonii rende probabile che fosse tra gli aristocratici gallici che beneficiarono politicamente quando l'imperatore Graziano (367-383) elevò il proprio tutore burdigalese Ausonio ad un importante rango e quando l'imperatore Teodosio I rimase a lungo nella metà occidentale dell'impero durante gli ultimi anni del suo regno.
Marcello dovrebbe essere entrato in servizio qualche tempo dopo l'aprile 394, quando il suo predecessore è attestato per l'ultima volta, e prima della morte dell'imperatore Teodosio il 17 gennaio 395; fu rimpiazzato nel tardo novembre o nel dicembre 395, come intuibile dall'ultimo riferimento a Marcello e dal primo del suo successore. L'epoca della sua rimozione dall'incarico indica che probabilmente era sostenitore di Flavio Rufino, il politico di origine gallica che fu assassinato il 27 novembre di quell'anno, non essendo stato in grado di opporsi all'avanzata di Alarico I e dei Visigoti o addirittura avendola facilitata; il sostegno di Marcello potrebbe essere stato pragmatico o superficiale: una fonte che condanna Rufino loda ampiamente Marcello come "la vera definizione di eccellenza".
Considerate le relazioni tra Rufino e i Visigoti, però, è concepibile che Marcello sia da identificare con "un certo ex-funzionario di alto livello da Narbona" menzionato da Paolo Orosio tra i presenti a Betlemme nel 415. Mentre recava visita a Sofronio Eusebio Girolamo, Orosio racconta di aver sentito questo funzionario gallico narrare la dichiarazione fatta a Narbona da Ataulfo, re dei Visigoti, sulle sue intenzioni verso l'impero romano. John Matthews afferma che Marcello, che dovrebbe essere stato sulla sessantina all'epoca, è "chiaramente il miglior candidato". Poiché Orosio identifica questo funzionario dicendo soltanto che servì sotto Teodosio e definendolo "devoto, cauto e serio", altri personaggi sono stati proposti per questa identificazione.

## Esperienza medica
Non è irragionevole, ma neppure necessario, che Marcello fosse un medico praticante. Nella sua dissertazione, lo storico della magia e della medicina Lynn Thorndike lo identificò con il "medico di corte" di Teodosio I, ma gli indizi sono deboli: Libanio, se si riferisce a Marcello, ne loda la capacità di curare i mal di testa.
Il punto di vista maggioritario vuole Marcello uno scrittore di opere mediche e non un medico. Un traduttore delle opere mediche di Isidoro di Siviglia definisce Marcello come un "dilettante medico" e rigetta il De medicamentis come "nulla più dei soliti antichi rimedi casalinghi", e lo storico della botanica Ernst Meyer lo considerò un dilettante.
Come Ausonio e poi Sidonio Apollinare, Marcello fu uno degli aristocratici gallici del IV e del V secolo che erano nominalmente o sinceramente cristiani ma che si atteggiavano secondo l'ideale repubblicano del nobile romano: una carriera in politica bilanciata da una vita nelle ville di campagna e un interesse per letteratura o la saggistica, su argomenti come filosofia astronomia, agricoltura e scienze naturali. Sebbene la letteratura medica potrebbe essere stata vista come minore, era non di meno una risorsa per il pater familias, che tradizionalmente aveva la responsabilità della cura della salute sia dei propri famigliari che degli schiavi.
Prescrizioni di veterinaria sparse per il De medicamentis suggeriscono anche un interesse dell'autore e i suoi lettori, sia i possessori di proprietà terriere o i lavoratori acculturati che le gestivano. Manuali "fai-da-te" erano popolari presso l'aristocrazia terriera in quanto offrivano, come Marcello promette, una sorta di autosufficienza.